# Bağbanlar (Samux)
Bağbanlar è un comune dell'Azerbaigian situato nel distretto di Samux. Conta una popolazione di 372 abitanti.